# Lampre-Fondital/2007
Deze pagina geeft een overzicht van de wielerploeg Lampre-Fondital in 2007.
| Naam                             | Geboortedatum | Nationaliteit | Ploeg 2006              |
| -------------------------------- | ------------- | ------------- | ----------------------- |
| Fabio Baldato                    | 13-06-1968    | Italië        | Tenax                   |
| Alessandro Ballan                | 06-11-1979    | Italië        |                         |
| Daniele Bennati                  | 24-09-1980    | Italië        |                         |
| Matteo Bono                      | 11-11-1983    | Italië        |                         |
| Paolo Bossoni                    | 02-07-1976    | Italië        | Tenax                   |
| Marzio Bruseghin                 | 15-06-1974    | Italië        |                         |
| Giampaolo Caruso                 | 15-08-1980    | Italië        | Astana                  |
| Jaime Alberto Castañeda          | 29-10-1986    | Colombia      |                         |
| Claudio Corioni                  | 26-12-1982    | Italië        |                         |
| Damiano Cunego                   | 19-09-1982    | Italië        |                         |
| Giuliano Figueras                | 24-01-1976    | Italië        |                         |
| Paolo Fornaciari                 | 02-02-1971    | Italië        |                         |
| Enrico Franzoi                   | 08-08-1982    | Italië        |                         |
| Francesco Gavazzi                | 01-08-1984    | Italië        | beloften                |
| Roberto Longo (vanaf 01-07)      | 03-12-1984    | Italië        | beloften                |
| David Loosli                     | 08-05-1980    | Zwitserland   |                         |
| Marco Marzano                    | 10-06-1980    | Italië        |                         |
| Massimiliano Mori                | 08-01-1974    | Italië        | Naturino-Sapore di Mare |
| Danilo Napolitano                | 31-01-1981    | Italië        |                         |
| Morris Possoni                   | 01-07-1984    | Italië        |                         |
| Daniele Righi                    | 28-03-1976    | Italië        |                         |
| Mauro Santambrogio (vanaf 01-07) | 07-09-1984    | Italië        |                         |
| Gorazd Štangelj                  | 27-01-1973    | Slovenië      |                         |
| Sylwester Szmyd                  | 02-03-1978    | Polen         |                         |
| Paolo Tiralongo                  | 05-07-1977    | Italië        |                         |
| Tadej Valjavec                   | 14-03-1977    | Slovenië      |                         |
| Francisco Vila                   | 11-10-1975    | Spanje        |                         |

Mannen:1991 · 1992 · 1993 · 1994 · 1995 · 1996 · 1997-1998 · 1999 · 2000 · 2001 · 2002 · 2003 · 2004 · 2005 · 2006 · 2007 · 2008 · 2009 · 2010 · 2011 · 2012 · 2013 · 2014 · 2015 · 2016 · 2017 · 2018 · 2019 · 2020 · 2021 · 2022 · 2023 · 2024 · 2025
Vrouwen:2022 · 2023 · 2024 · 2025
AG2R-La Mondiale · Astana · Bouygues Télécom · Caisse d'Epargne · Cofidis, Le Crédit par Téléphone · Crédit Agricole · Team CSC · Discovery Channel Pro Cycling Team · Euskaltel-Euskadi · La Française des Jeux · Team Gerolsteiner · Lampre - Fondital · Liquigas - Bianchi · Predictor-Lotto · Quick·Step - Innergetic · Rabobank · Saunier Duval - Prodir · Team Milram · T-Mobile Team · Unibet.com